# Gare de Villenave-d’Ornon
Gare de Villenave-d'Ornon vasútállomás Franciaországban, Villenave-d'Ornon településen.

## Vasútvonalak
Az állomást az alábbi vasútvonalak érintik:
- Bordeaux–Sète-vasútvonal

## Kapcsolódó állomások
A vasútállomáshoz az alábbi állomások vannak a legközelebb:
- Gare de Bègles (Gare de Bordeaux-Saint-Jean, Bordeaux–Sète-vasútvonal)
- Gare de Cadaujac (Gare de Sète, Bordeaux–Sète-vasútvonal)